# The Kingdom of Love
The Kingdom of Love is een Amerikaanse dramafilm uit 1917 onder regie van Frank Lloyd. Destijds werd de film in Nederland uitgebracht onder de titel Gewetenloos.

## Verhaal
Na de scheiding van haar ouders gaat Violet Carson mee naar Alaska met haar vader. Na diens dood moet Violet aan de slag als serveerster in een slecht befaamde danszaal. Ze weet niettemin haar eer te handhaven. De jonge goudzoeker Frank Carson laat zijn oog vallen op Violet. Wanneer hij haar een portret van zijn moeder toont, ziet Violet gelijk dat het een portret is van haar eigen moeder. Ze wijst het aanzoek van Frank af zonder hem een reden te geven. Kort daarna krijgt Frank het nieuws dat zijn moeder ernstig ziek is en dat ze een dure operatie nodig heeft. Violet houdt dadelijk een veiling om zichzelf weg te schenken aan de hoogste bieder. Dominee Cromwell weet hoe de vork in de steel zit en hij brengt het winnende bod van 6.000 dollar uit. Hij heeft aanvankelijk niet genoeg geld om te betalen, maar hij weet de liefde van Violet te winnen door de som tijdig bijeen te zamelen.

## Rolverdeling
| Acteur             | Personage              |
| ------------------ | ---------------------- |
| Jewel Carmen       | Violet Carson          |
| Nancy Caswell      | Violet Carson als kind |
| Genevieve Blinn    | Agnes Carson           |
| Lee Shumway        | Dominee Cromwell       |
| Fred Milton        | Frank Carson           |
| Joseph Manning     | Henry Carson           |
| G. Raymond Nye     | Caribou Bill           |
| Murdock MacQuarrie | Buck                   |
| Dick La Reno       |                        |